# No-Man
No-Man es un dúo británico formado en 1987 por Steven Wilson y Tim Bowness bajo el nombre de "No Man Is An Island (Except The Isle Of Man)". Aunque ellos mismos se definen como eclécticos y en constante cambio, su género musical se enmarca dentro del jazz, rock progresivo, trip hop, electro-pop, art rock y música ambiental. Han editado a lo largo de su carrera siete álbumes de estudio.

## Discografía

### Álbumes de estudio
- Loveblows & Lovecries - A Confession - 1993
- Flowermouth - 1994
- Wild Opera - 1996
- Returning Jesus - 2001
- Together We're Stranger - 2003
- Schoolyard Ghosts - 2008
- Love You to Bits - 2019

### Recopilatorios
- Lovesighs - An Entertainment - 1992
- Heaven Taste - 1995
- Flowermix - 1995
- Dry Cleaning Ray - 1997
- Radio Sessions: 92-96 - 1998
- Speak - 1999
- Lost Songs Vol - 1 - 2001
- All The Blue Changes - An Anthology 1988-2003 - 2006